# Pizza Vier Jahreszeiten

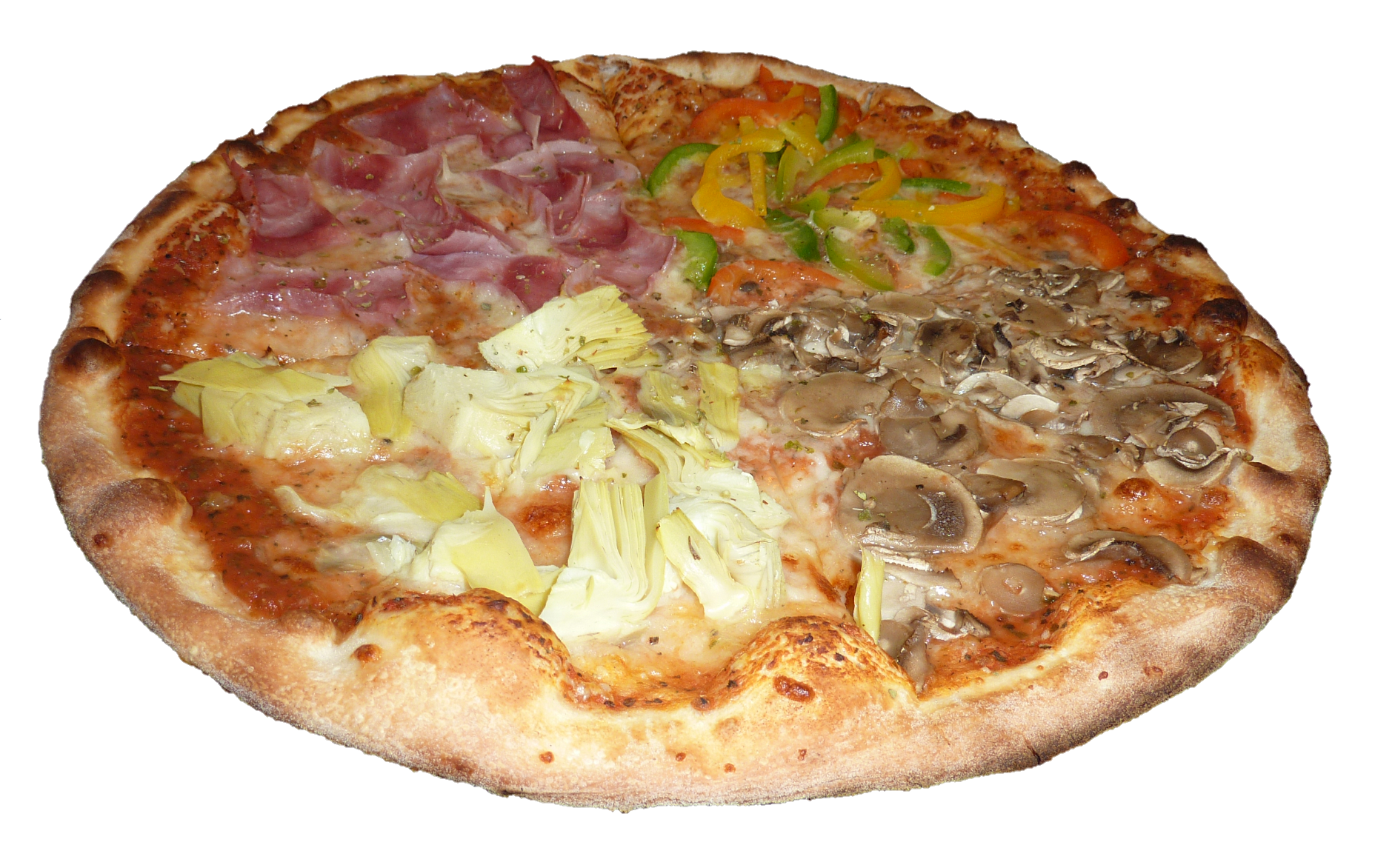
Pizza quattro Stagioni; hier mit Pilzen, Schinken, Artischocken und Paprika stellvertretend für die vier Jahreszeiten

Eine Pizza vier Jahreszeiten (italienisch Pizza [alle] quattro stagioni) ist nach italienischer Tradition eine Pizza, die zu je einem Viertel unterschiedlich belegt ist, um die vier Jahreszeiten Frühling, Sommer, Herbst und Winter darzustellen.
Die Pizza Vier Jahreszeiten besteht oft aus ähnlichen Zutaten, die auch für eine Pizza capricciosa üblich sind: Tomaten, Mozzarella bzw. Parmesan, Basilikum, Pilze, Artischocken, gekochter Schinken, Oliven, Öl. Die Zutaten können aber auch variieren.
Der italienische Kochbuchklassiker Der Silberlöffel beschreibt die Pizza als Kombination der Beläge:
1. Sardellenfilets und grüne Oliven
2. vorgegarte Miesmuscheln ohne Schale
3. Kochschinken und Mozzarella
4. Babyartischocken und schwarze Oliven[1]